# Refugio nacional de vida silvestre
Un Refugio nacional de vida silvestre,  (en inglés: National Wildlife Refuge) o Reserva natural, es una designación para ciertas espacios naturales protegidos de los Estados Unidos administrados por el Servicio de Pesca y Vida Silvestre de los Estados Unidos. El Sistema Nacional de Refugios de Vida Silvestre es el sistema de tierras públicas y aguas reservadas para proteger los hábitats más importantes de la fauna y la flora. Desde que el presidente Theodore Roosevelt designó en 1903, en Florida, el primer refugio de vida silvestre el Refugio de Vida Silvestre de la Isla Pelican «Pelican Island National Wildlife Refuge», el sistema ha crecido a más de 562 refugios nacionales de vida silvestre y 38 distritos de manejo de humedales que abarcan más de 150,000,000 acres (607,028 km²).

## Características

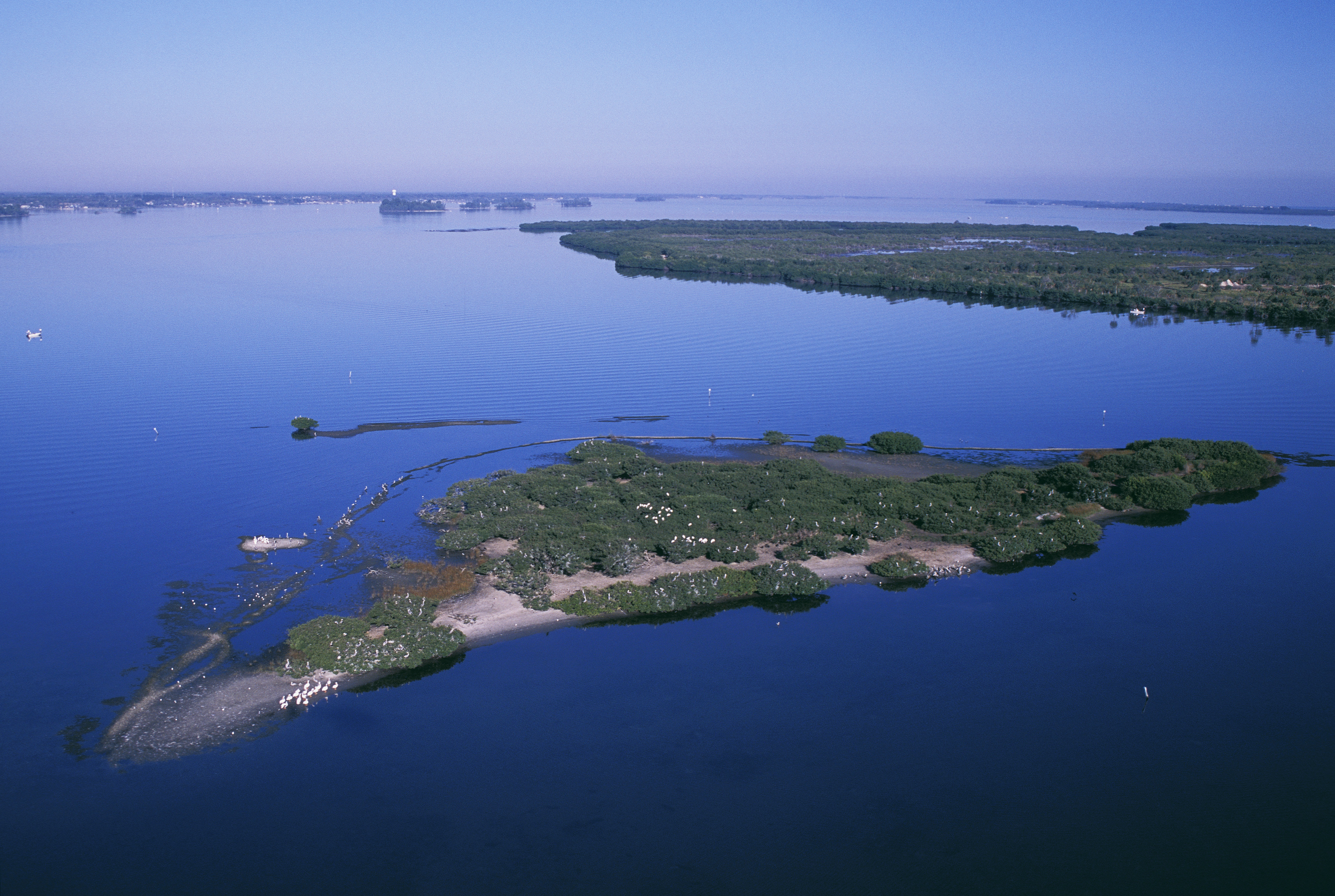
La Isla Pelícano fue el primer refugio nacional de fauna (1903).

La misión del Sistema de Refugios es gestionar una red nacional de tierras y aguas para la conservación, gestión y, cuando proceda, la restauración de los peces, la vida silvestre y los recursos vegetales y sus hábitats. El Sistema de Refugios mantiene la integridad biológica, la diversidad y la salud ambiental de estos recursos naturales en beneficio de las generaciones presentes y futuras de los estadounidenses. 
Los refugios nacionales gestionan una amplia gama de tipos de hábitat, incluidos humedales, praderas, zonas costeras y marinas, bosques templados y boreales y tundra. La gestión de cada hábitat es una compleja red de control o erradicación de especies invasoras, el uso de fuego en una forma prescrita, asegurando suficientes recursos hídricos, y la evaluación de las amenazas externas como la contaminación o el desarrollo. 
Esos centenares de refugios nacionales son el hogar de cerca de 700 especies de aves, 220 especies de mamíferos, 250 especies de reptiles y anfibios y más de 200 especies de peces. Las especies en peligro de extinción son una de las prioridades de los refugios nacionales, al extremo de que los primeros sesenta refugios se establecieron con el propósito principal de conservar 280 especies amenazadas o en peligro.
Los refugios nacionales también son lugares de recreo al aire libre. El Sistema de Refugios gestiona seis refugios de vida silvestre que dependen de los usos recreativos, de conformidad con la ley Mejora del Sistema de Refugios de Vida Silvestre («National Wildlife Refuge System Improvement Act»), incluidos la caza, pesca, observación de aves, fotografía, educación ambiental e interpretación. Los cazadores frecuentan más de 300 programas de caza en áreas pertenecientes a refugios nacionales y alrededor de 36.000 aves acuáticas en zonas de producción («Waterfowl Production Areas»). La pesca, en aguas saladas o dulces, es posible en más de 270 refugios. Hay por lo menos un refugio de vida silvestre en cada uno de los cincuenta estados. 
El Sistema de Refugios se enfrenta a una serie de desafíos y cuestiones pendientes, incluida la intrusión/desarrollo urbano, la fragmentación del hábitat, la degradación de la cantidad y calidad del agua, el cambio climático, las especies invasoras, la creciente demanda de actividades recreativas y también la creciente demanda para desarrollos energéticos. Sin embargo, el sistema ha tenido numerosos éxitos, incluidos la prestación de hábitats para especies en peligro de extinción, aves migratorias, plantas y muchos otros animales valiosos; la aplicación de la ley de mejora de NWRS ha permitido crear empleo y el despliegue de 200 agentes del orden público, la adquisición y protección de los principales enclaves privados críticos dentro de los refugios (inholdings, las tierras privadas dentro de zonas públicas), y asumiendo el liderazgo en la restauración de hábitats y la gestión. 

### Áreas de Manejo Especial
Además de la condición de refugio, algunas zonas pueden tener un estatus «especial» en virtud de otras designaciones adicionales, ya sean legislativas o administrativas o por la acción legítima de otros organismos u organizaciones. La influencia que pueden tener esas designaciones especiales sobre la gestión de tierras y aguas de los refugios pueden variar considerablemente.
Hay una amplia variedad de esas denominaciones superpuestas en los refugios nacionales, que afectan a un total de 175 refugios. La autoridad para la designación de algunos tipos de áreas especiales de gestión (por ejemplo, las áreas naturales de investigación («Research Natural Areas»)) en zonas dentro de los refugios son competencia exclusiva del Servicio, aunque la mayoría de tipos dependen, o están compartidos, con otros organismos y/o agencias federales. 
Entre eses tipos especiales de áreas de gestión que se pueden encontrar en las áreas protegidas como refugios nacionales, están los sitios de recursos culturales («Cultural Resource Sites»), los sitios históricos («Historic Sites»), las áreas naturales de investigación («Research Natural Areas»), las áreas de vida silvestre («Wilderness»), los ríos salvajes y escénicos («Wild and Scenic Rivers»), los paisajes naturales nacionales («National Natural Landmarks») y los senderos nacionales («National Trails»). Algunas denominaciones superpuestas pueden hacer que algunos refugios nacionales queden dentro de amplias redes internacionales de protección de tierras, tales como las reservas costeras de aves del hemisferio occidental («Western Hemisphere Shorebird Reserves») o los humedales de importancia internacional (Convención Ramsar) («Wetlands of International Importance»). 
Los refugios nacionales también pueden estar incluidos dentro de áreas mucho mayores de gestión de las zonas especiales designadas por otros organismos u organizaciones, como las ya citadas reservas costeras de aves del hemisferio Occidental, los santuarios marinos nacionales («National Marine Sanctuaries»), los santuarios estuarinos («Estuarine Sanctuaries») o las reservas de la Biosfera («Biosphere Reserves»). La política de gestión y la guía de orientación para el Servicio de áreas de gestión de zonas especiales se encuentran hoy en el Manual de Refugios («Refuge Manual»). Una orientación revisada se está preparando para su incorporación en el nuevo Manual del Servicio. Los cursos para futuros administradores y directores de refugios son ofrecidos por varias agencias con diferentes patrocinadores y algunas universidades por correspondencia.

### Estadísticas del Sistema de Refugios de Vida Silvestre Nacionales (2004)
|                         | | |              |
| Características físicas | Superficie de tierra gestionada (tierras administradas)                                                                        | Superficie de tierra gestionada (tierras administradas)                                                                        | 388 533 km²  |
| Características físicas | Área de tierra a menos de tasa title                                                                                           | Área de tierra a menos de tasa title                                                                                           | 15 278 km²   |
| Características físicas | Área de los humedales | Área de los humedales | 184 852 km²  |
| Características físicas | Número de unidades de gestión                                                                                                  | Refugios nacionales | 545          |
| Características físicas | Número de unidades de gestión                                                                                                  | Distritos de manejo de humedales («Wetland Management Districts»)                                                              | 37           |
| Características físicas | Número de unidades de gestión                                                                                                  | Áreas de coordinación («Coordination Area»)                                                                                    | 50           |
| Características físicas | Número de unidades de gestión                                                                                                  | Total unidades | 632          |
| Características físicas | Número de áreas silvestres | Número de áreas silvestres | 75           |
| Características físicas | Superficie de las áreas de vida silvestre («Wilderness Area»)                                                                  | Superficie de las áreas de vida silvestre («Wilderness Area»)                                                                  | 83 765 km²   |
| Características físicas | Longitud de los ríos en el sistema Nacional de ríos salvajes y panorámicos («National Wild & Scenic Rivers System»)            | Longitud de los ríos en el sistema Nacional de ríos salvajes y panorámicos («National Wild & Scenic Rivers System»)            | 1691 km      |
| Características físicas | Longitud de frontera con México en áreas de refugios                                                                           | Longitud de frontera con México en áreas de refugios                                                                           | 193 km       |
| Gestión                 | Superficie de humedales restaurados                                                                                            | Superficie de humedales restaurados                                                                                            | 361 km²      |
| Gestión                 | Superficie de zonas quemadas para reducir combustibles peligrosos                                                              | Superficie de zonas quemadas para reducir combustibles peligrosos                                                              | 182 km²      |
| Bienes inmuebles        | Longitud de carreteras mantenidas                                                                                              | Longitud de carreteras mantenidas                                                                                              | 18 800 km    |
| Bienes inmuebles        | Número de edificios mantenidos                                                                                                 | Número de edificios mantenidos                                                                                                 | 5850         |
| Bienes inmuebles        | Número de unidades para alojar empleados                                                                                       | Número de unidades para alojar empleados                                                                                       | 660          |
| Bienes inmuebles        | Número de puentes (no hay túneles)                                                                                             | Número de puentes (no hay túneles)                                                                                             | 650          |
| Bienes inmuebles        | Duración de la esgrima | Duración de la esgrima | 21 700 km    |
| Bienes inmuebles        | Número de estructuras de control de agua mantenidas                                                                            | Número de estructuras de control de agua mantenidas                                                                            | 9100         |
| Personal                | Total personal FTE («full-time equivalents», equivalentes a tiempo completo; dos empleados a medio tiempo cuentan como un FTE) | Total personal FTE («full-time equivalents», equivalentes a tiempo completo; dos empleados a medio tiempo cuentan como un FTE) | 3809         |
| Personal                | Número de oficiales encargados de los refugios                                                                                 | Número de oficiales encargados de los refugios                                                                                 | 491          |
| Personal                | Número de bomberos (FTE) | Número de bomberos (FTE) | 538          |
| Visitas                 | Total visitantes | Total visitantes | 39 847 108   |
| Visitas                 | Total de visitas | Total de visitas | 72 563 393   |
| Voluntarios             | Total voluntarios | Total voluntarios | 32 933       |
| Voluntarios             | Total horas de trabajo de los voluntarios                                                                                      | Total horas de trabajo de los voluntarios                                                                                      | 1 339 427    |
| Voluntarios             | Valor horas de trabajo de los voluntarios                                                                                      | Valor horas de trabajo de los voluntarios                                                                                      | $ 23 024 750 |